# Thomas Rivié
Pierre Thomas Rivié, dit Thomas Rivié de Riquebourg et le « grand Rivié », (né en 1653 et mort en 1732) est un maréchal-ferrant français devenu secrétaire du roi Louis XIV.
Il est originaire de Sévérac-le-Château dans l'Aveyron.
Après avoir sauvé le cheval préféré de Louvois, ministre du roi, il obtient son anoblissement comme Secrétaire du roi et la fourniture exclusive de chevaux pour l'artillerie royale.
Il construit une maison à Saint-Geniez-d'Olt dans l'Aveyron, le château de Ricquebourg dans l'Oise et l'hôtel de Montmorency-Luxembourg à Paris.